# Mario Tozzi
Mario Tozzi (Roma, 13 dicembre 1959) è un geologo, divulgatore scientifico, saggista, autore e conduttore televisivo italiano.

## Biografia
È figlio di Alfonso Tozzi, un corriere diplomatico, che diventerà poi un dirigente del Ministero del tesoro italiano, quando Tozzi era piccolo. Sua madre Marilena Maruelli era invece un'assistente sociale.
Diplomatosi al Liceo Ginnasio Statale "Augusto", dove consegue la maturità classica, successivamente si laurea alla Facoltà di Scienze geologiche all'Università degli Studi di Roma "La Sapienza", dove consegue anche un dottorato di ricerca in Scienze della Terra.
È attualmente primo ricercatore presso l’Istituto di Geologia Ambientale e Geoingegneria del Consiglio Nazionale delle Ricerche e si occupa dell'evoluzione geologica del Mediterraneo centro-orientale.
Dal 2006 al 2011 ha presieduto l'Ente Parco nazionale dell'Arcipelago Toscano, mentre dal 2013 è commissario del Parco regionale dell'Appia antica.
È membro del consiglio scientifico del WWF nonché Cavaliere della Repubblica Italiana.

## Autore e conduttore televisivo
Ha iniziato la sua carriera televisiva collaborando ad alcune puntate di Geo&Geo tra il 1996 e il 2004. Nel 1999 è stato inviato speciale di King-Kong. Dal 2000 al 2007 ha condotto Gaia - Il pianeta che vive e, dal 2007 al 2008, l'evoluzione del suddetto programma, Terzo pianeta. Ha inoltre condotto per Rai International una serie di 120 documentari di 15 minuti della serie Che bella l'Italia e 8 documentari di 45 minuti da alcune grandi città italiane. Dal 2009 al 2010 ha condotto, insieme al Trio Medusa, la trasmissione di divulgazione scientifica La gaia scienza su LA7. Sempre su LA7 ha condotto nel 2011 il programma Allarme Italia e dal 2012 al 2013 gli speciali di Atlantide - Storie di uomini e di mondi. Nell'estate del 2014 è ritornato alla Rai con due puntate speciali di Fuori luogo, programma di divulgazione scientifica in seconda serata su Rai 1, che ritorna nell'estate del 2015 con una stagione di 6 puntate e nel 2016 con una di 8. Dal 2019 conduce Sapiens - Un solo pianeta, programma di divulgazione scientifica in prima serata su Rai 3.
Quanto alla radio, ha condotto su Rai Radio 2 dal 2011 al 2012 il programma Tellus, che trattava di tematiche ambientali, e attualmente collabora con Radio-Radio quale esperto, rispondendo alle telefonate dei radioascoltatori. Dal 2020 conduce Green Zone per Rai Radio 1 (con Francesca Malaguti).
Nel 2020 ha partecipato a #Maestri in collaborazione con il Ministero della pubblica istruzione.
Ha scritto su La Stampa di Torino, su Touring e su Le Frecce. Ha collaborato con National Geographic Magazine (2000-2011), Vanity Fair, Newton, Natura, Oasis e Consumatori Coop.

## Vita privata
Si dichiara vegetariano per ragioni ambientaliste, salutistiche e in parte anche etiche. È stato sposato e successivamente ha divorziato; ha un figlio maschio. È ateo.

## Riconoscimenti
- Premio Capo d'Orlando (2002)[12]
- Premio letterario scientifico Castello di Lerici (2004)[13]
- L'asteroide 11328 Mariotozzi è stato così battezzato in suo onore[14]

## Televisione
- Gaia - Il pianeta che vive (Rai 3, 2001-2006)
- Terzo pianeta (Rai 3, 2007-2008)
- La gaia scienza (LA7, 2009-2010)
- Allarme Italia (LA7, 2011)
- Atlantide - Storie di uomini e di mondi (LA7, 2012-2013)
- Fuori luogo (Rai 1, 2014-2017)
- Sapiens - Un solo pianeta (Rai 3, dal 2019)
- #OnePeopleOnePlanet - Earth Day 2021 (RaiPlay, 2021)
- Ci vuole un fiore (Rai 1, 2023)
- FarWest (Rai 3, 2024-2025) opinionista

## Radio
- Tellus, Radio 2 (2011-2012)
- Green Zone, Radio1 (2020)

## Opere
- La dinamica della terra, collana Tessere; 35, Napoli, CUEN, 1997, ISBN 978-88-714-6357-5.
- Manuale geologico di sopravvivenza planetaria. Consigli a un giovane geologo, collana Ritmi, Costa & Nolan, 1998, ISBN 978-88-241-0482-1.
- Annus horribilis. Dal terremoto umbro alla frana di Sarno: i segreti di una catastrofe annunciata, collana Nuovo secolo; 1, Napoli, CUEN, 1998, ISBN 978-88-714-6439-8.
- Gaia. Viaggio nel cuore d'Italia, Milano, Rizzoli, 2004, ISBN 978-88-170-0358-2.
- Catastrofi. Dal terremoto di Lisbona allo tsunami del sudest asiatico: 250 anni di lotta tra l'uomo e la natura, Milano, Rizzoli, 2005, ISBN 978-88-170-0737-5.
- M. Tozzi, Cinzia Bonci e Alessandro Minelli, I tre regni, 2006.
- L'Italia a secco. La fine del petrolio e la nuova era dell'energia naturale, Milano, Rizzoli, 2006, ISBN 978-88-170-1415-1.
- M. Tozzi e Cinzia Bonci, Le magie della natura, Modena, Panini ragazzi, 2007.
- Italia segreta. Viaggio nel sottosuolo da Torino a Palermo, collana Saggi italiani, Milano, Rizzoli, 2008, ISBN 978-88-170-2602-4.
- Il grande libro della terra, Novara, De Agostini, 2008.
- Viaggio in Italia. 100 + 9 emozioni da provare almeno una volta. Prima che finisca il mondo, Novara, De Agostini, 2009, ISBN 978-88-418-5857-8.
- Nel nome del parco. Un anno sull'arcipelago, collana Saggi pop; 3, Effequ, 2010, ISBN 978-88-896-4750-9.
- M. Tozzi e Valerio Rossi Albertini, Il futuro dell'energia. Guida alle fonti pulite per chi ha poco tempo per leggere, Edizioni Ambiente, 2011, ISBN 978-88-662-7022-5.
- M. Tozzi e Federico Taddia, Perché i vulcani si svegliano? : e tante altre domande sulla geologia, Firenze; Trieste, Editoriale Scienza, 2011.
- Pianeta Terra: ultimo atto. Perché saranno gli uomini a distruggere il mondo, collana Saggi italiani, Milano, Rizzoli, 2011, ISBN 978-88-170-6202-2.
- Tecnobarocco. Tecnologie inutili e altri disastri, collana Passaggi, Torino, Einaudi, 2015, ISBN 978-88-062-2348-9.
- Paure fuori luogo. Perché temiamo le catastrofi sbagliate, collana Passaggi, Torino, Einaudi, 2017, ISBN 978-88-062-3339-6.
- L'Italia intatta. Viaggio nei luoghi italiani non alterati dagli uomini e fermi nel tempo. Un mosaico di straordinaria bellezza, collana Orizzonti, Milano, Mondadori, 2018, ISBN 978-88-046-8814-3.
- Come è nata l'Italia. All'origine della grande bellezza, collana Orizzonti, Milano, Mondadori, 2019, ISBN 978-88-047-1522-1.
- M.Tozzi e Lorenzo Baglioni, Un'ora e mezzo per salvare il mondo. I veri motivi per cui dobbiamo tornare subito a occuparci del riscaldamento globale, Rai Libri, 2020, ISBN 978-8839718099.
- M. Tozzi, Uno scomodo equilibrio. Ecologia evoluzione storia: come prevenire la prossima pandemia, Milano, Mondadori, 2021, ISBN 978-8804737957.
- M. Tozzi, Mediterraneo inaspettato. La storia del Mare nostrum raccontata dai suoi abitanti, Milano, Mondadori, 2022, ISBN 978-8804751106.
- Perché il clima sta cambiando?, Einaudi Ragazzi, 2023, ISBN 9788866567974.
- Prove tecniche di estinzione. Istruzioni per salvare il salvabile, Touring Club Italiano, 2025, ISBN 978-88-365-8352-2.

## Podcast
- La nostra grande storia, di Guido Barbujani e di Mario Tozzi, prodotto da Frame-Festival della Comunicazione, su Audible, 2021